# 27. Infanterie-Division (Wehrmacht)
Die 27. Infanterie-Division (ID) war ein Großverband des Heeres der deutschen Wehrmacht im Zweiten Weltkrieg.

## Divisionsgeschichte

### Aufstellung
Die 27. Infanterie-Division wurde am 1. Oktober 1936 als Teil der 1. Aufstellungswelle in Augsburg im Wehrkreis VII aufgestellt.

### Polenfeldzug
Im September 1939 war die Division am Überfall auf Polen beteiligt.

### Frankreichfeldzug
Von Mai 1940 bis November 1940 erfolgte ein Einsatz in Frankreich im Rahmen des Westfeldzug.

### Ende der Divisionsgeschichte
Am 1. November 1940 wurde sie als 17. Panzer-Division reorganisiert. Damit endet die Geschichte als Verband der Truppengattung Infanterie.

## Kommandeure
| Dienstzeit                         | Dienstgrad      | Name                  |
| ---------------------------------- | --------------- | --------------------- |
| 1. Oktober bis 21. Dezember 1936   | Generalmajor    | Emil Reischle         |
| 1. Januar 1937 bis 5. Oktober 1940 | Generalleutnant | Friedrich Bergmann    |
| 5. Oktober bis 1. November 1940    | Generalleutnant | Hans-Jürgen von Arnim |

## Gliederung
- Infanterie-Regiment 40[A 2]
- Infanterie-Regiment 63
- Infanterie-Regiment 91
- Artillerie-Regiment 27
- Feldersatz-Bataillon 27
- Aufklärungs-Abteilung 27
- Panzerjäger-Abteilung 27
- Pionier-Bataillon 27
- Nachrichten-Abteilung 27
- Infanterie-Divisions-Nachschubführer 27

## Bekannte Divisionsangehörige
- Karl Herzog (1906–1998), war von 1963 bis 1966 als Generalmajor des Heeres der Bundeswehr stellvertretender Kommandierender General des II. Korps